# NGTS-3Ab
NGTS-3Abとは、スペクトル分類がG型の恒星の周囲を公転している太陽系外惑星である。質量は木星の2.38倍、公転周期は1.7日であり、主星から0.023天文単位離れている。その発見は2018年に公表された。Max Günther、ディディエ・ケロー、Edward Gillen、Laetitia Delrez、フランソワ・ブーシェら39人によって発見された。
| 木星 | NGTS-3Ab  |
| ---- | --------- |
| 木星 | Exoplanet |

## 概要
NGTS-3Abは、トランジット法を使用して2018年に発見された。これは、太陽からはと座の方向に3294光年離れたG6V型の恒星であるNGTS-3Aの周囲を公転している唯一の惑星である。約2日で軌道を1周する。軌道はハビタブルゾーンの内縁部よりも恒星に近い。密度は低く、ガスで構成されている。地球類似性指標は0.06と低く、地球とは大きく異なっている。

## 発見
未だ視覚的に未解決の連星系を構成しているうちの1つの恒星の周囲を公転していることが判明したホット・ジュピターであるNGTS-3Abの発見は、2018年6月に公表された。惑星のデータは次世代トランジットサーベイ（NGTS）とSPECULOOSによる観測データに基づいている。これは高精度視線速度系外惑星探査装置（HARPS）及びNGTSのセントロイド技術によって強化されている。
惑星系NGTS-3Abは多色測光、幾何中心、ドップラー分光法による観測を組み合わせてモデル化することで検出された。NGTS-3Abの特性を調査するために、相互相関関数（CCFs）とBISの相関関係がシミュレートされる。